# Geisteswissenschaften
Geisteswissenschaften (niem.) (pol. nauki o duchu) – nauki humanistyczne i społeczne specyficznie rozumiane i specyficznie uprawiane w niemieckim kręgu kulturowym.
Metodologię Geisteswissenschaften sformułował Wilhelm Dilthey na początku XX w. Jego teorie wywarły decydujący wpływ na rozwój rozumienia nauk humanistycznych tego okresu – oznaczały zerwanie z dotychczasowym paradygmatem ich uprawiania, co określono jako „przełom antypozytywistyczny”.
Rozumienie nauk humanistycznych w niemieckim kręgu kulturowym pokrywa się mniej lub bardziej ściśle z hermeneutyką diltheyowską. Nauki przyrodnicze rozumiane są w nim jako nauki, które wyjaśniają fakty powtarzające się poprzez formułowanie praw na mocy tej powtarzalności. Nauki humanistyczne badają natomiast fakty niepowtarzalne, którymi są wytwory Ducha. Twory Ducha wyjaśniają one za pomocą ich wewnętrznego, hermeneutycznego rozumienia.